# Vimmerby pastorat
Vimmerby pastorat är ett pastorat i Smålandsbygdens kontrakt i Linköpings stift i Svenska kyrkan. Pastoratet omfattar större delen av Vimmerby kommun i Kalmar Län.
Pastoratskoden är 021512.
Pastoratet omfattar sedan 2006:
- Vimmerby församling
- Tuna församling
- Rumskulla församling
- Pelarne församling
- Frödinge församling
- Locknevi församling